# Gare d'Assouan
La gare d'Assouan est une gare ferroviaire égyptienne, située à proximité du centre de la ville d'Assouan.
Elle est mise en service en 1898. C'est une gare de l'Egyptian National Railways (en) notamment desservie par des trains de la relation Alexandrie - Le Caire - Louxor - Assouan.

## Situation ferroviaire
Établie à 98 mètres d'altitude, la gare d'Assouan est située sur la ligne ferroviaire de la Haute-Égypte. C'est la dernière gare importante avant la frontière avec le Soudan.

## Histoire
En 1898 le chemin de fer arrive à Assouan, mais depuis Louxor la ligne est à voie étroite (1,067 m). Ce prolongement est mis à l'écartement standard en 1926.

## Service des voyageurs

### Accueil
La gare d'Assouan dispose d'un bâtiment voyageurs, avec guichets dont un réservé aux trains de nuit avec wagons-lits, un automate permet également l'achat de titres de transport. Une cafétéria est installée dans la gare.

### Desserte
Assouan est notamment desservie par des trains de la société nationale, omnibus ou rapides circulant entre Alexandrie - Le Caire - Louxor - Assouan. Cette desserte est complétée par des trains directs de nuit de la Watania sleeping trains.

## Galerie de photographies

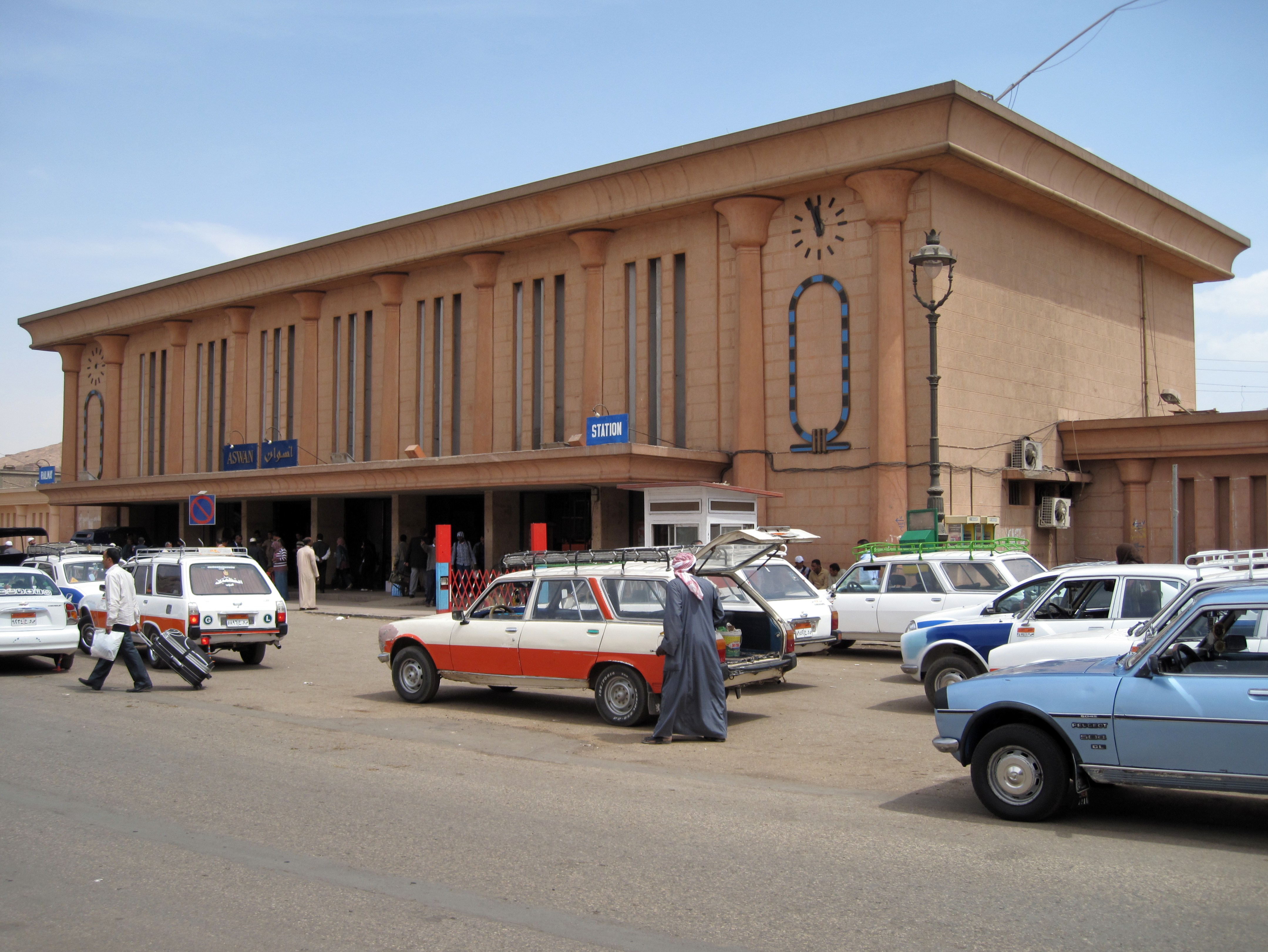
Entrée en 2011.
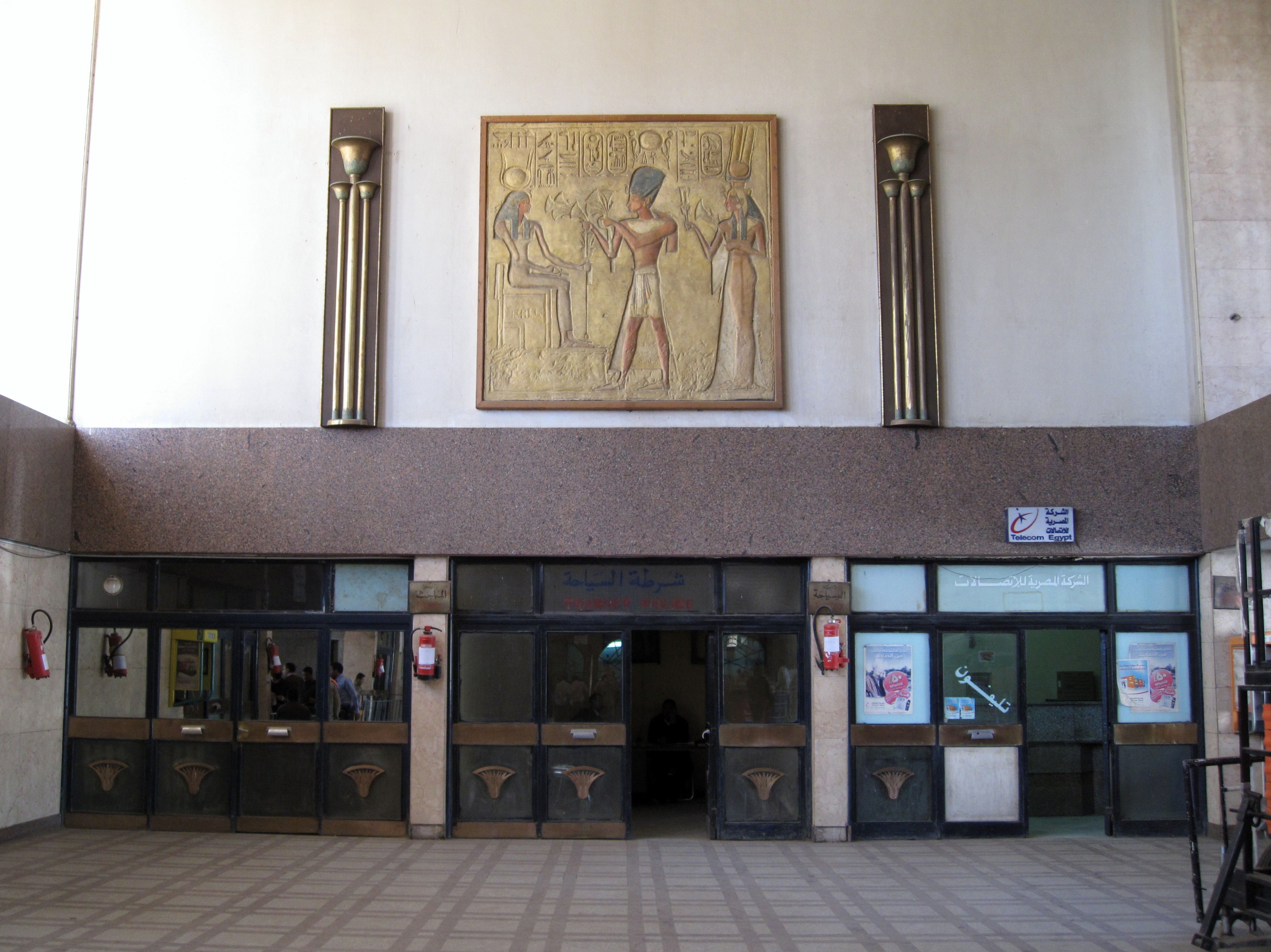
Hall en 2011.
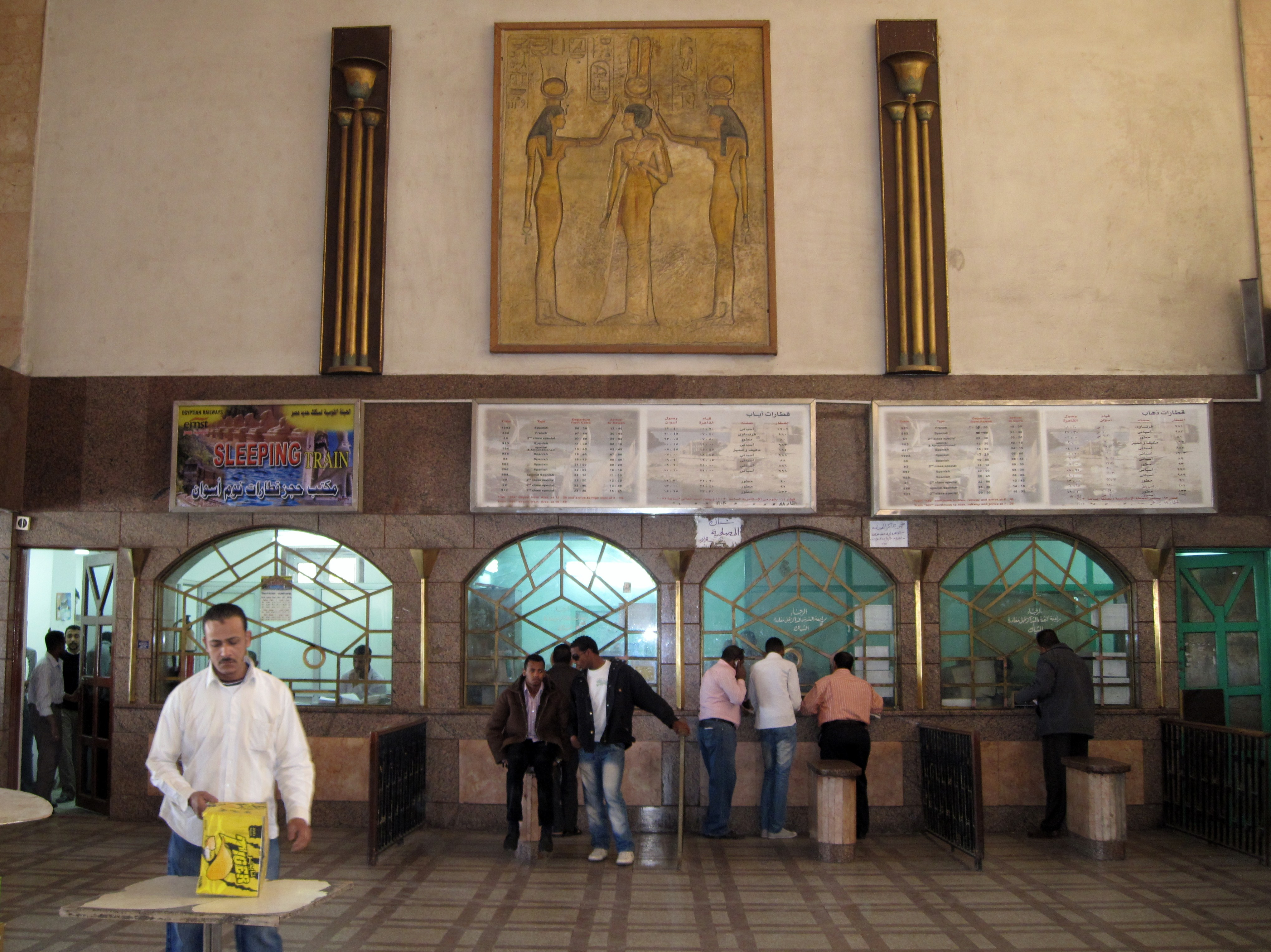
Guichets en 2011.